# Koninkrijk Egypte
Het koninkrijk Egypte (Arabisch: المملكة المصرية, Mamlakat al-Miṣrīya) was tussen 1922 en 1953 de formele aanduiding van de staat in Egypte, toen in werkelijkheid vooral, tot 1952, het Verenigd Koninkrijk de macht in het land uitoefende. Samen met het Verenigd Koninkrijk bestuurde dit koninkrijk Egypte ook het huidige Soedan en Zuid-Soedan, onder de naam Anglo-Egyptisch Soedan. Foead I was de eerste koning van het koninkrijk. In 1952 maakte een staatsgreep een einde aan de Britse overheersing en een jaar later aan de restanten van het koningschap.

## Voorgeschiedenis

### Kedivaat en begin Britse overheersing
Van 1517 tot 1914 behoorde Egypte formeel tot het Ottomaanse Rijk. Hoewel Mohammed Ali van Egypte en zijn afstammelingen de titel kedive gebruikten, werd dit niet erkend door de Ottomaanse Verheven Porte tot 1867, toen sultan Abdülaziz dit erkende. Ismail Pasja wist door een combinatie van vleierij en omkoping officiële Ottomaanse erkenning te verkrijgen van Egyptes de facto onafhankelijkheid. Deze vrijheid werd zwaar ondermijnd in 1879 toen de sultan samenspande met de Europese grootmachten om Ismail af te zetten ten voordele van diens zoon Tewfik. Drie jaar later, in 1882, viel het Verenigd Koninkrijk het land binnen en bezette Egypte. Kedive Tewfik was nu een marionet in Britse handen; de Britten bestuurden de bestuurders van Egypte, aldus Lord Cromer die van 1883 tot 1907 Brits consul-generaal in Egypte was. In naam hoorde Egypte wel nog tot het Ottomaanse Rijk.

### Sultanaat
In 1914 sloot kedive Abbas II van Egyte zich aan bij het Ottomaanse Rijk en de Centrale mogendheden in de Eerste Wereldoorlog en werd onmiddellijk door de Britten afgezet ten voordele van zijn oom sultan Hoessein Kamil. De wettelijke soevereiniteit van het Ottomaanse Rijk over Egypte werd nu officieel beëindigd. Met Hoessein als sultan van Egypte riep het Verenigd Koninkrijk het Brits Protectoraat Egypte uit. Foead I werd in 1917 de volgende sultan.
De Britten werden geconfronteerd met toenemend Egyptisch nationalisme en vanaf 1919 met demonstraties en geweld, en verklaarden daarom in 1922 Egypte onafhankelijk onder koning Foead I, die tot dat moment de sultan van Egypte was, maar feitelijk al een marionet in Britse handen.

## Politiek
Het koninkrijk kende tijdens zijn 31-jarig bestaan drie koningen. Foead I werd op 16 maart 1922 de eerste koning, van dit zogenaamd onafhankelijke koninkrijk dat echter in feite door het Verenigd Koninkrijk overheerst werd.
Omdat Foead daarvoor al sultan was van het Sultanaat Egypte veranderde er feitelijk weinig aan zijn status. Foead I bleef tot aan zijn dood in 1936 koning van Egypte. Na de dood van Foead werd in 1936 zijn zoon Faroek koning, op 16-jarige leeftijd.
De slanke, aantrekkelijke Faroek besteeg de troon op een golf van populariteit; zelfs anti-monarchistische politici gaven zich enige tijd gewonnen. Faroek probeerde ondanks Britse regie op de achtergrond soms toch een eigen koers te volgen. Nadat de Britten hem in 1942 dwongen een pro-Britse premier aan te stellen had hij echter tegenover het Egyptische volk volstrekt zijn gezicht verloren, en zijn populariteit nam snel af.
In 1952 vond er een staatsgreep plaats en Faroek moest troonsafstand doen ten voordele van zijn zoon Foead II, die toen zeven maanden oud was (zie Egypte onder Vrije Officieren en Nasser). Koning Foead II is in totaal acht maanden onder regentschap koning geweest, maar is in die tijd voortdurend bij zijn vader in ballingschap gebleven en is dus nooit in Egypte geweest. Foead II is nooit formeel tot koning gekroond.

### Lijst van koningen
- Foead I van 1922 tot 1936
- Faroek van 1936 tot 1952
- Foead II van 1952 tot 1953

## Verhouding tot Soedan
Soedan was tussen 1881 en 1888 voor Egypte verloren gegaan door de Mahdi-opstand. In 1898 hadden de Britten Soedan heroverd, en het onder gezamenlijk Brits-Egyptisch bewind gesteld, als Anglo-Egyptisch Soedan.
De Egyptenaren waren hiertegen en zagen Soedan als integraal deel van Egypte, ze wilden de Nijlvallei niet scheiden. Het zou een heet hangijzer blijven tot Soedans onafhankelijkheid in 1956.

## Einde van het koninkrijk
Na de Tweede Wereldoorlog nam de al sinds de negentiende eeuw bestaande onvrede over de grote Britse invloed in het land verder toe. Toen Egypte ook nog eens aan het kortste eind trok in de Arabisch-Israëlische Oorlog van 1948 en de moslimbroederschap daaropvolgend werd verboden, werd de onvrede in Egypte alleen maar groter. In de ontstane chaos zagen op 23 juli 1952 een groep van 300 zogenaamde Vrije Officieren kans om een staatsgreep te plegen. Koning Faroek werd afgezet en zijn zoon Foead II werd formeel koning. Acht maanden later kwam aan deze situatie een eind, toen op 18 juni 1953 Mohammed Naguib de monarchie afschafte en de republiek uitriep.